# Терін Томас
Терін Томас (англ. Taryn Thomas; нар. 27 травня 1983 року, справжнє ім'я: — Ріна Тучароне — Rina M Tucciarone) — американська порноакторка, режисерка, стриптизерка та модель. Лауреатка премій порноіндустрії.

## Біографія
Народилася 27 травня 1983 року в місті Джерсі-Сіті, штат Нью-Джерсі, США. Має італійське походження. Проживає в місті Фінікс, штат Арізона.

## Фільмографія (вибірково)
- 2005: Service Animals 19
- 2005: College Invasion[de] 7
- 2005: Jack’s Playground[de] 29
- 2005: Belladonna: No Warning[de]
- 2005: Dementia (серія фільмів) 3
- 2005: Camp Cuddly Pines Powertool Massacre[de]
- 2006: Ass Jazz 4
- 2006: Chemistry[de]
- 2006: Pussy Party[fr] 14
- 2006: Fishnets 5
- 2007: Strap Attack 6

## Премії і номінації

### Премії
| Рік  | Нагорода                    | Нагорода                                                                 |
| ---- | --------------------------- | ------------------------------------------------------------------------ |
| 2006 | F.A.M.E. Award              | Dirtiest Girl in Porn найбрудніша дівчина в порно                        |
| 2006 | NightMoves Award            | Best New Starlet (Editor's Choice) краща нова старлетка (вибір редакції) |
| 2006 | Rog Reviews Fan Faves       | Best Newbie & Best Female Performer                                      |
| 2006 | KSEX Listeners Choice Award | Best Guest                                                               |

### Номінації
| Рік  | Нагорода   | Нагорода                                              |
| ---- | ---------- | ----------------------------------------------------- |
| 2006 | AVN Awards | Best New Starlet краща нова старлетка                 |
| 2006 | AVN Awards | найжорстокіша сексуальна сцена (з Джейком Малоном)    |
| 2006 | AVN Awards | краща парна сексуальна сцена (зі Скоттом Найлом)      |
| 2006 | AVN Awards | краща сцена з оральним сексом (з Попі Морган і Сашею) |
| 2006 | Temptation | виконавиця року                                       |
| 2006 | Temptation | найкраща нова зірка                                   |